# André Niedostadek
André Patrick Niedostadek (* 3. Februar 1970 in Telgte) ist ein deutscher Rechtswissenschaftler und Professor mit dem Lehrgebiet Wirtschaftsrecht, Arbeitsrecht und  Sozialrecht an der Hochschule Harz. Seit 2022 ist er dort auch Prodekan des Fachbereichs Verwaltungswissenschaften. Einer breiteren Öffentlichkeit ist er zudem als Reisebuchautor und Vortragsredner bekannt.

## Leben
Niedostadek studierte nach dem Abitur am Collegium Johanneum Schloß Loburg Rechtswissenschaften an der Westfälischen Wilhelms-Universität in Münster und der University of Wales in Aberystwyth. 1996 legte er das erste juristische Staatsexamen ab. Zwei Jahre später wurde er in Münster bei Bernhard Großfeld mit einer Dissertation zum Thema Der Rechtsschutz von Computerprogrammen in Großbritannien – Copyright Law und Patent Law promoviert. Einen Teil seiner Promotionszeit verbrachte er im Rahmen eines Forschungsaufenthalts Gonville & Caius College der Universität Cambridge. Nach dem Rechtsreferendariat absolvierte er 2000 das zweite juristische Staatsexamen und schloss zugleich ein Weiterbildendes Studium Mediation an der FernUniversität Hagen ab. 2004 erwarb er den Titel eines Masters of Laws (LL.M.) mit dem Schwerpunkt Gewerblicher Rechtsschutz an der Heinrich Heine-Universität in Düsseldorf.
Nach dem Assessorexamen war Niedostadek in verschiedenen Funktionen in der Praxis tätig. Von 2001 bis 2008 arbeitete er zunächst in der Unternehmensberatung und als Rechtsanwalt sowie im Vorstandsstab der NRW.BANK in Düsseldorf. Parallel dazu nahm er Lehraufträge an der Hochschule Fresenius und Frankfurt School of Finance & Management wahr.
Im Jahr 2008 wechselte er auf eine Vertretungsprofessur für Privatrecht und Gesellschaftsrecht an die Hochschule Harz. Seit dem Wintersemester 2010 ist er dort Inhaber der Professur für Wirtschaftsrecht, Arbeitsrecht und Sozialrecht.
Niedostadek publiziert zu juristischen und außerjuristischen Themen. Er ist Verfasser und Herausgeber von Fach- und Studienliteratur und Autor mehrerer Reisebücher.

## Wissenschaftskommunikation
Neben seiner rechtswissenschaftlichen Arbeit widmet sich Niedostadek auch der Wissenschaftskommunikation. insbesondere durch die Veröffentlichung juristischer Inhalte in allgemeinverständlicher Form. In Zusammenarbeit mit der Redaktion des Nachrichtenmagazins Der Spiegel erscheinen seit 2020 in unregelmäßigen Abständen Beiträge zu Irrtümern im Arbeitsrecht. In der populären Buchreihe Für Dummies veröffentlichte er neben einer Gesamtdarstellung zum BGB und einem Band zum Allgemeinen Teil des BGB zwei weitere Bücher zum Wirtschaftsrecht sowie zum Handels- und Gesellschaftsrecht. Ein gemeinsames Projekt mit dem Verlag C. H. Beck verbindet juristische Inhalte mit Reiseliteratur und ist laut Verlagsangabe der „erste deutschlandweite Reiseführer zu Orten des Rechts“.

## Vortragstätigkeit
André Niedostadek hält als Keynote Speaker Vorträge bei Veranstaltungen von Unternehmen, öffentlichen Institutionen und Verbänden. Auch international ist er aktiv. Niedostadek ist Certified Speaker (SPIEGEL Akademie) und Professional Member der German Speakers Association (GSA).

## Rezeption
Niedostadeks Arbeiten wurden neben der Fachwelt auch in überregionalen Medien rezipiert. Einschätzungen und Beiträge von ihm erschienen unter anderem in Die Zeit, t3n oder auch dem Mitteldeutschen Rundfunk. Eine Übersicht seiner Medienpräsenz bietet die Presseseite an der Hochschule Harz.

## Veröffentlichungen (Auswahl)
Fach- und Studienliteratur
- A. Niedostadek: Wirtschaftsrecht, Wiley-VCH, 2. Auflage, Weinheim 2024 (Reihe für Dummies).
- A. Niedostadek: Handels- und Gesellschaftsrecht, Wiley-VCH, 3. Auflage, Weinheim 2023 (Reihe für Dummies).
- A. Niedostadek: BGB, 6. Auflage, Wiley-VCH, Weinheim 2022 (Reihe für Dummies).
- A. Niedostadek: BGB – Allgemeiner Teil, Wiley-VCH, Weinheim 2019 (Reihe für Dummies).
- A. Niedostadek (Hrsg.): Praxishandbuch Professionelle Mediation – Methoden, Tools, Marketing und Arbeitsfelder, Springer, Berlin 2023 (hrsg. mit Stefan Kracht und Patrick Ernst Sensburg).
- A. Niedostadek (Hrsg.): Wirtschaftsrecht und Verwaltungspraxis, LIT Verlag, Münster u. a. 2017.
- A. Niedostadek (Hrsg.): Jean-Jacques Rousseau – Notizen zu einem Querkopf, Verlag Dr. Kovac, Hamburg 2013.
- A. Niedostadek (Hrsg.): Risiken im öffentlichen Bereich, LIT Verlag, Münster u. a. 2011 (hrsg. mit Jürgen Stember und Reinhard Riedl).
- A. Niedostadek (Hrsg.): Praxishandbuch Mediation. Ansatzpunkte und Impulse für den öffentlichen Bereich, Richard Boorberg Verlag, Stuttgart 2010.
- A. Niedostadek (Hrsg.): Kommunalfinanzierung im Brennpunkt (hrsg. mit Michael Grimberg und Jürgen Stember), Verlag Karla Grimberg, Ostbevern 2010.
- A. Niedostadek: Rating – Eine Einführung für Rechtsanwälte, Bank- und Unternehmensjuristen, Erich Schmidt Verlag, Berlin 2006.
- A. Niedostadek: Gewerbliche Schutzrechte im Kontext der neuen Baseler Eigenkapitalvereinbarung (Basel II), Verlag Dr. Kovac, Hamburg 2005.
- A. Niedostadek: Der erfolgreiche Berufseinstieg für Juristen – Orientieren, Qualifizieren, Bewerben, Bund-Verlag, Frankfurt/M. 2004 (mit Jörg-Christian Lorenz).
- A. Niedostadek: Der Rechtsschutz von Computerprogrammen in Großbritannien – Copyright Law und Patent Law, LIT Verlag, Münster u. a. 1999.

Reiseliteratur
- A. Niedostadek: Glücksorte in Münster, 2. Auflage, Droste Verlag, Düsseldorf 2025 (mit Karin Niedostadek).
- A. Niedostadek: Blaue Glücksorte im Münsterland, Droste Verlag, Düsseldorf 2024 (mit Karin Niedostadek).
- A. Niedostadek: Glücksorte im Harz, 4. Auflage, Droste Verlag, Düsseldorf 2023.
- A. Niedostadek: Glücksorte auf Föhr & Amrum. Mit Pellworm und den Halligen, 2. Auflage, Droste Verlag, Düsseldorf 2022 (mit Karin Niedostadek).
- A. Niedostadek: Kurvengeflüster – Entlang der Via Francigena von Canterbury nach Rom, Thurm-Verlag, Oldenburg 2020.

## Belege
1. ↑  Wahl des Dekanats am Fachbereich Verwaltungswissenschaften Abgerufen am 15. Mai 2025.
2. ↑  Stefan Hirschmann Risikomanager Niedostadek wechselt in die Wissenschaft. Abgerufen am 18. August 2019.
3. ↑  Ein Professor sucht das Glück. Abgerufen am 18. August 2019.
4. ↑  Kurvengeflüster. Abgerufen am 20. August 2020.
5. ↑  Glücksorte auf Föhr und Amrum. Abgerufen am 1. Januar 2024.
6. ↑  Viele Orte zum Auftanken. Abgerufen am 1. Januar 2024.
7. ↑  Blaue Tipps für eine grüne Region. Abgerufen am 12. Mai 2024.
8. ↑  Wissenschaftskommunikation Abgerufen am 15. Mai 2025.
9. ↑  Von Rechts wegen - Arbeitsrecht kurz erklärt Abgerufen am 15. Mai 2025.
10. ↑  (R)echt sehenswert! 77 einzigartige Orte des Rechts in Deutschland entdecken Abgerufen am 15. Mai 2025.
11. ↑  Claudia Höchststetter Viel Glück! Abgerufen am 15. Mai 2025.
12. ↑  Ignite Your Explorer Mindset: 7 things that should never be missing in your new-work travel backpack. Abgerufen am 15. Mai 2025.
13. ↑  SPIEGEL Akademie Abgerufen am 15. Mai 2025.
14. ↑  GSA-Profil André Niedostadek Abgerufen am 15. Mai 2025.
15. ↑  Alles zurück auf Los?: Was nun für die Rückkehr ins Büro gilt. Abgerufen am 15. Mai 2025.
16. ↑  E-Learning: Ohne diese Fähigkeit wird es nicht klappen. Abgerufen am 15. Mai 2025.
17. ↑  mdr Podcast "Digital leben", Folge 36: Glück im Digitalen. Abgerufen am 15. Mai 2025.
18. ↑  Hochschule Harz - Presseservice. Abgerufen am 15. Mai 2025.

| Personendaten    | Personendaten                                   |
| ---------------- | ----------------------------------------------- |
| NAME             | Niedostadek, André                              |
| ALTERNATIVNAMEN  | Niedostadek, André Patrick (vollständiger Name) |
| KURZBESCHREIBUNG | deutscher Rechtswissenschaftler                 |
| GEBURTSDATUM     | 3. Februar 1970                                 |
| GEBURTSORT       | Telgte                                          |